# Barleria crassa
Barleria crassa är en akantusväxtart som beskrevs av C. B. Cl.. Barleria crassa ingår i släktet Barleria och familjen akantusväxter. Utöver nominatformen finns också underarten B. c. mbalensis.